# Raoul Blanchard
Raoul Blanchard (Orleães, 4 de setembro de 1877 — Paris, 24 de março de 1965) foi um geógrafo francês.

## Publicações selecionadas
- La Flandre. Étude de géographie de la plaine flamande, en France, Belgique et Hollande, Armand Colin, Paris, 1906
- « L’Habitation en Queyras », La Géographie, 1909
- « Sur quelques géants américains », Journal de la Société des Américanistes de Paris, Paris, 1909.
- Grenoble, étude de géographie urbaine, Armand Colin, Paris, 1911
- Rapport général de l'exposition internationale de la houille blanche et du tourisme, Grands établissements de l'imprimerie générale, Grenoble, 1925
- Les Alpes françaises, Armand Colin, Paris, 1925
- « Asie occidentale », Géographie universelle, sous la direction de Paul Vidal de La Blache et de Lucien Gallois), Armand Colin, Paris, 1929
- « La presqu'île de Gaspé », Revue de Géographie Alpine, Grenoble, 1930
- « Les Problèmes du Canada français », Académie des sciences morales et politiques, Paris, 1932
- « L'Amérique du Nord : États-Unis, Canada et Alaska », Fayard, Paris, 1933
- « Géographie de l'industrie », 1934
- L'Est du Canada français, Province de Québec, 2 vol., Montréal, 1935
- Grenoble, étude de géographie urbaine, 3×10{{{1}}} édition, Librairie Didier & Richard, Grenoble, 1935.
- « Géographie de Québec », Bulletin de la Société de Statistique, Grenoble, 1935.
- Les Alpes occidentales, 1937 ; 1958
- Géographie générale, 1938
- Le Centre du Canada français, 1947
- Montréal : esquisse de géographie urbaine, 1947.
- Le Québec par l'image, 1949
- La Mauricie, 1950
- Les Alpes et leur destin, Fayard, Paris, 1953
- L'Ouest du Canada français, 5 vol., Montréal, 1953-1954.
- Réflexions sur les hautes vallées alpestres, Grenoble, 1958
- Le Canada français, 1960-1964
- Le Canada français, 3×10{{{1}}} édition mise à jour, Presses universitaires de France, Paris, 1970